# Tatort: Freitod
Freitod ist ein Fernsehfilm aus der Krimireihe Tatort. Der vom SRF unter der Regie von Sabine Boss produzierte Beitrag wurde am 18. September 2016 im Ersten und als schweizerdeutsche Originalfassung auf SRF 1 ausgestrahlt. In dieser 993. Tatort-Folge ermitteln die Luzerner Ermittler Flückiger und Ritschard in ihrem elften Fall.

## Handlung
In einem etwas heruntergekommenen Mehrfamilienhaus werden voller Sorgfalt die letzten Vorbereitungen getroffen: Ein Glas Wasser und Pentobarbital werden bereitgestellt, eine Kerze entzündet und die Videokamera vorbereitet. Dann wird Gisela Aichinger die Freitoderklärung zur Unterzeichnung vorgelegt. Die Sterbebegleiterin Helen Mathys überreicht das Barbiturat, und Kollegin Nadine Camenisch startet die Kamera: „Aus juristischen Gründen.“ Helen Mathys und Tochter Daniela betten Gisela Aichinger zur letzten Ruhe. Beim Heraustragen des Sarges steht eine Gruppe Aktionisten der „Lebensschützer“ von „Pro Vita“ zum Protest bereit. Plötzlich springt der gestörte Martin Aichinger vors Auto und wirft seiner Schwester vor, die Mutter umgebracht zu haben. Er wird gegenüber Helen Mathys handgreiflich und verkündet den Weltuntergang. Auf einem Spielplatz wird er von Debbie Zurbuchen angesprochen und geht mit zu ihr. Der dritte Sterbebegleiter Jonas Sauber verabschiedet sich zur Uni, und Helen sagt zu Nadine, dass sie noch eine Verabredung habe, die ihr mit Milan weiterhelfen werde. Auf dem Spielplatz erhält Helen einen Schlag auf den Hinterkopf und wird dann mit einer Plastiktüte erstickt.
Die Kommissare Reto Flückiger und Liz Ritschard finden zwar kein Handy, aber einen Ausweis von der Sterbebegleitorganisation „Transitus“. Dr. Hermann teilt den Ermittlern mit, dass Helen Mathys vor einem halben Jahr ihren Lebenspartner Milan König verloren habe, verschweigt aber, dass sie selbst einmal miteinander liiert waren. Im Mehrfamilienhaus lebt nur noch der nierenkranke Mike Zumbrunn – alle anderen sind weggezogen. Dr. Hermann stellt im Raum der letzten Ruhe seine beiden Mitarbeiter Nadine Camenisch und Jonas Sauber den Kommissaren vor. Die erfahren, dass Helen noch ein Treffen geplant hatte. Von Pro-Vita-Chef Josef Thommen fordern sie die Mitgliederliste an. Der rät ihnen, sich der Sache um den verstorbenen Milan König anzunehmen. Anscheinend soll etwas mit seinem Tod unklar sein. Dr. Hermann wird in seinem Büro von Martin Aichinger überfallen und sieht tatenlos zu, wie der die Akte Gisela Aichinger entnimmt. So kann er nachts unbemerkt in Camenischs Wohnung huschen. Da sie als Krankenschwester viel Erfahrung hat, kann sie ihn beruhigen, sagt ihm, dass sie die Polizei informieren werde, aber nicht, dass sie ihm eine Plastiktüte unterjubelt. Im Krematorium nimmt er Abschied von seiner Mutter.
Die Vernehmungen von Josef Thommen und Mike Zumbrunn führen nicht weiter, aber auffallend ist, dass Nadine Camenisch für Krankenpflegerin Tereza Hergiu eingesprungen ist, die sich womöglich als Informantin für Helen Mathys ausgeben wollte. Frau Hergiu liegt tot in ihrer Wohnung – mit einer Plastiktüte erstickt. Die Kommissare finden in ihrem Spind Akten über Opfer des plötzlichen Herztods, als Nadine Camenisch immer Dienst hatte: der Todesengel. Auch Jonas Sauber kommt in Camenischs Wohnung darauf, wird aber niedergeschlagen und auch von ihr erstickt. Die Kommissare kommen zu spät. Camenisch bereitet ihre letzte Aktion vor und schickt eine Video-Nachricht an Flückiger. Sie gibt die zahlreichen Morde zu und nimmt den vermeintlichen Todestrunk zu sich. Mike Zumbrunn hatte allerdings – um die nächste geplante Sterbehilfe zu sabotieren – Wasser in das Fläschchen eingefüllt. Camenisch wird daraufhin festgenommen.

## Rezeption

### Einschaltquoten
Die Erstausstrahlung von Freitod am 18. September 2016 wurde in Deutschland insgesamt von 6,74 Millionen Zuschauern gesehen und erreichte einen Marktanteil von 19,6 Prozent für Das Erste.

### Kritik
„Es geht um die legale Sterbebegleitung in der Schweiz, die zwar aktiv und helfend – wie auch in Deutschland – verboten, begleitend doch unter gewissen Bedingungen erlaubt ist. Das zeigt der Film in den ersten Minuten deutlich […] Der eigentliche Krimi beginnt erst danach. Und da beginnen die Schwächen.“

Tilmann P. Gangloff kommt bei evangelisch.de zu folgendem Urteil:

„Das Thema ist viel zu ernst, um daraus einen spekulativen Krimi zu machen. Das prägt auch die Umsetzung: die Bilder sind eher dunkel und betont unbunt, die Inszenierung ist konzentriert, aber ruhig; hektische Szenen verbieten sich quasi von selbst. Trotzdem gibt es einige Momente großer Spannung […] Raffiniert ist auch die Spiegeleinstellung, die die Ausweglosigkeit eines weiteren Opfers verdeutlicht. […] Der gelungene Schluss ist allerdings ziemlich makaber.“